# Visayaanse blauwe waaierstaart
De Visayaanse blauwe waaierstaart (Rhipidura samarensis) is een zangvogel uit de familie Rhipiduridae (waaierstaarten).

## Verspreiding en leefgebied
Deze soort is endemisch op de Filipijnen op de eilanden Bohol, Leyte en Samar.

## Status
De grootte van de populatie is niet gekwantificeerd maar de soort wordt omschreven als zeer algemeen. Op de Rode lijst van de IUCN heeft deze soort de status niet bedreigd.